# Auguste Bourotte
 (avril 2020).
Auguste Bourotte (Bruxelles, 25 septembre 1853 - Watermael-Boitsfort, 1943) est un peintre belge.

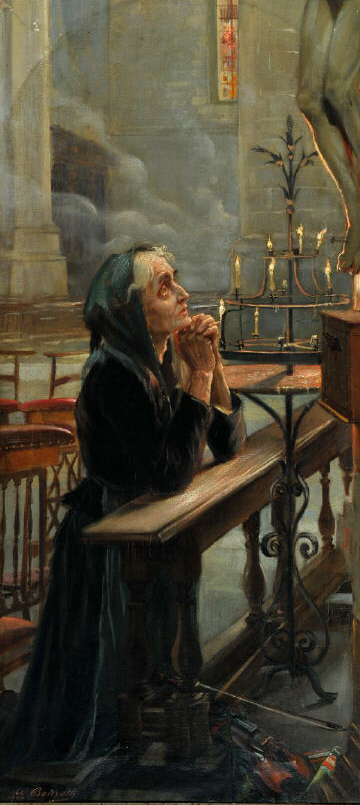
Betende Frau.
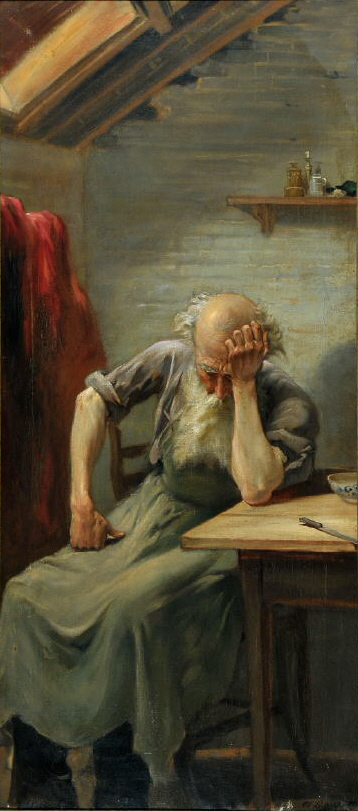
Handwerker am Tisch.